# Microregione di Campo Mourão
Campo Mourão è una microregione del Paraná in Brasile, appartenente alla mesoregione di Centro Ocidental Paranaense.

## Comuni
È suddivisa in 14 comuni:
- Araruna
- Barbosa Ferraz
- Campo Mourão
- Corumbataí do Sul
- Engenheiro Beltrão
- Farol
- Fênix
- Iretama
- Luiziana
- Mamborê
- Peabiru
- Quinta do Sol
- Roncador
- Terra Boa